# Univers 1989
Univers 1989 est une anthologie de onze nouvelles de science-fiction publiées entre 1986 et 1988, sélectionnées par Pierre K. Rey.
L'anthologie est la 29e et avant-dernière de la série Univers qui compte trente ouvrages. Elle ne correspond pas à un recueil qui serait déjà paru aux États-Unis ; il s'agit d'un recueil inédit de nouvelles, édité pour le public francophone.
L'anthologie a été publiée en mars 1989 aux éditions J'ai lu dans la collection « Science-fiction » (no 2572). L'image de couverture a été réalisée par F. Jürgen Rogner.

## Première partie: nouvelles

### Krash-Bangg Joe et l'Équation Pinéal-Zen
- Auteur : Eric Brown.
- Titre original : Krash-Bangg Joe and the Pineal-Zen Equation.
- Publication : 1987.
- Situation dans l'anthologie : pages 9 à 41.
- Traducteur : Bernard Sigaud.
- Résumé :
- Liens externes : 
  - Notice sur Noosfère
  - Notice sur iSFdb

### À toi pour toujours, Anna
- Auteur : Kate Wilhelm.
- Titre original : Forever Yours, Anna.
- Publication : 1987.
- Situation dans l'anthologie : pages 43 à 60.
- Traducteur : Noé Gaillard.
- Résumé :
- Liens externes : 
  - Notice sur Noosfère
  - Notice sur iSFdb

### Dream Baby
- Auteur : Bruce McAllister.
- Titre original : Dream Baby.
- Publication : 1987.
- Situation dans l'anthologie : pages 61 à 105.
- Traducteur : Pierre K. Rey.
- Résumé :
- Liens externes : 
  - Notice sur Noosfère
  - Notice sur iSFdb

### Joli mec sur l'écran
- Auteur : Pat Cadigan.
- Titre original : Pretty Boy Crossover.
- Publication : 1986.
- Situation dans l'anthologie : pages 107 à 122.
- Traducteur : Jean-Daniel Brèque.
- Résumé :
- Liens externes : 
  - Notice sur Noosfère
  - Notice sur iSFdb

### Les Voyageurs sans mémoire
- Auteur : Francis Valéry.
- Première publication dans cette anthologie.
- Situation dans l'anthologie : pages 137 à 146.
- Résumé :
- Liens externes : 
  - Notice sur Noosfère
  - Notice sur iSFdb

### Le Soir et le Matin et la Nuit
- Auteur : Octavia E. Butler.
- Titre original : The Evening and the Morning and the Night.
- Publication : 1987.
- Situation dans l'anthologie : pages 147 à 175.
- Traducteur : Jean-Pierre Pugi.
- Résumé :
- Liens externes : 
  - Notice sur Noosfère
  - Notice sur iSFdb

### Je me souviens de Carthage
- Auteur : Michael Bishop.
- Titre original : For Thus Do I Remember Carthage.
- Publication : 1987.
- Situation dans l'anthologie : pages 177 à 202.
- Article connexe : Delenda Carthago.
- Traducteur : Pierre K. Rey.
- Résumé :
- Liens externes : 
  - Notice sur Noosfère
  - Notice sur iSFdb

### La Cage et le Jardin
- Auteur : Wildy Petoud.
- Première publication dans cette anthologie.
- Situation dans l'anthologie : pages 203 à 218.
- Résumé :
- Liens externes : 
  - Notice sur Noosfère
  - Notice sur iSFdb

### L'Horloge de l'émir
- Auteur : Ian Watson.
- Titre original : The Emir's Clock.
- Publication : 1987.
- Situation dans l'anthologie : pages 219 à 239.
- Traducteur : Pierre-Paul Durastanti.
- Résumé :
- Liens externes : 
  - Notice sur Noosfère
  - Notice sur iSFdb

### Rachel amoureuse
- Autrice : Pat Murphy.
- Publication : 1987.
- Situation dans l'anthologie : pages 251 à 289.
- Traducteur : Pascal J. Thomas.
- Résumé :
- Liens externes : 
  - Notice sur Noosfère
  - Notice sur iSFdb

### Émergence
- Auteur : Walter Jon Williams.
- Titre original : Surfacing.
- Publication : 1988.
- Situation dans l'anthologie : pages 291 à 373.
- Traducteur : Pierre K. Rey.
- Résumé :
- Liens externes : 
  - Notice sur Noosfère
  - Notice sur iSFdb

## Partie thématique et encyclopédique

### Éditorial
- Éditorial par Pierre K. Rey : pages 7-8.

### Articles
- « California, the end » par Pascal J. Thomas : pages 123 à 136.
- « Échos de l'univers » par Jacques Barbéri, Pierre-Paul Durastanti et Pierre K. Rey : pages 241 à 250.